# Хиджаз (вилайет)
Вилайет Хиджаз  (осман. ولايت حجاز‎; тур. Hicaz Vilayeti) — административная единица первого уровня (вилайет) Османской империи. В начале XX века он имел площадь около 250 000 км². Вилайет Хиджаз включал всю территорию аравийского побережья Красного моря от вилайета Сирия, к югу от города Маан, до северной границы вилаята Йемен, к югу от города Эль-Лит.
Несмотря на отсутствие природных ресурсов регион имел большое политическое значение как колыбель ислама и был источником легитимности правления османов. Субсидии, предоставляемые государством, и закят были основными источниками дохода для населения двух священных городов, также торговля, как следствие хаджа, стала важным источником дохода.
Османские регулярные войска в Хиджазе были созданы как фырка (дивизион), прикреплённые к Седьмой армии в Йемене. За пределами городов османская власть была слабой. Только в Мекке и Медине существовали постоянные турецкие гарнизоны.

## История

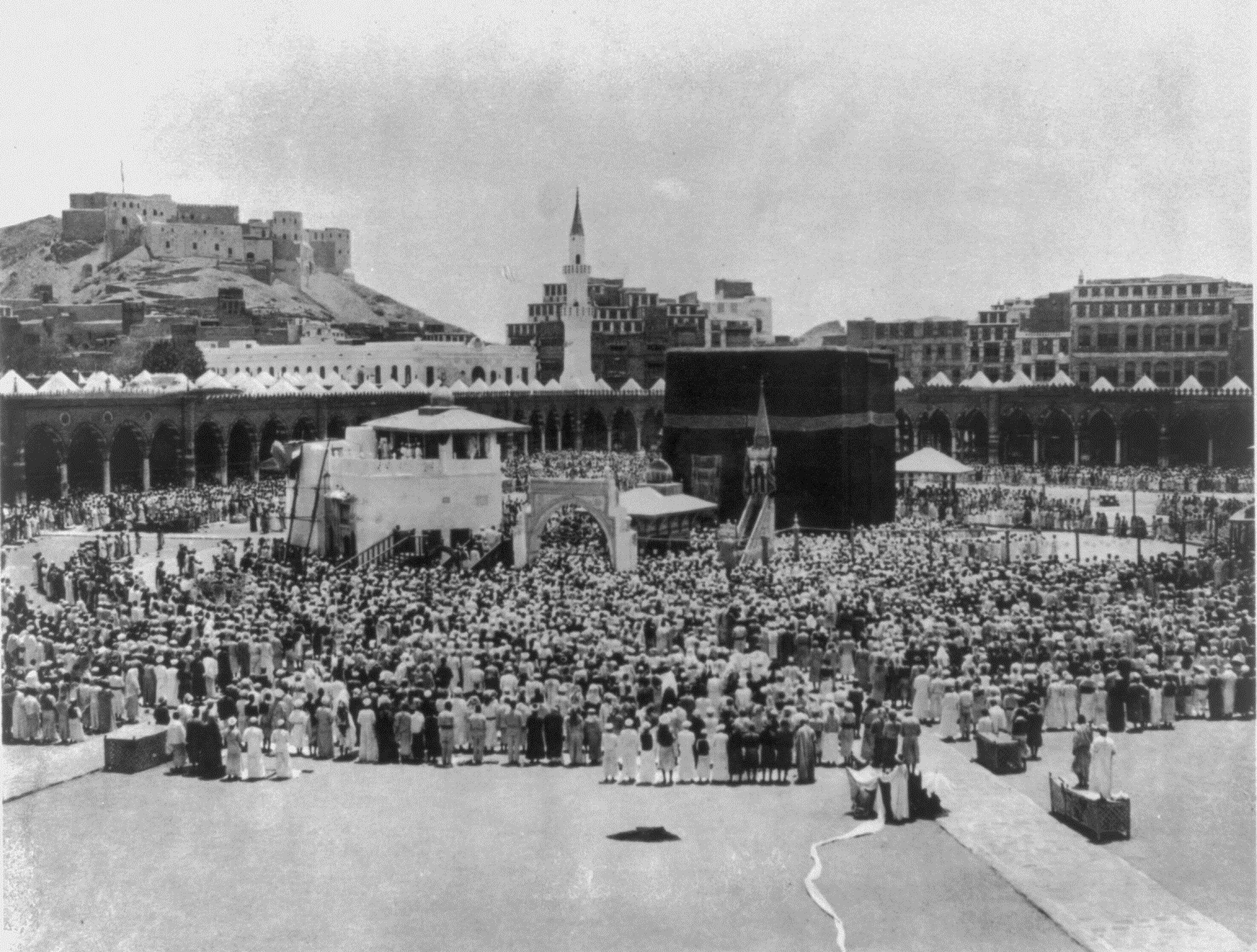
Кааба в Мекке в 1889 году.

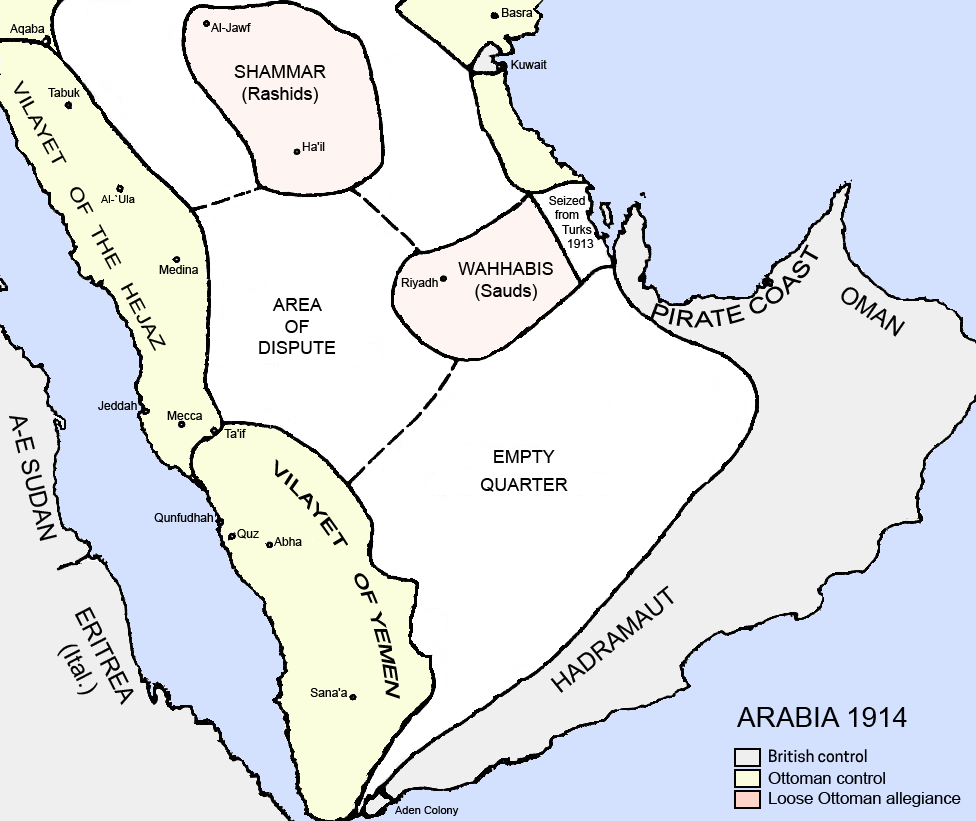
Аравийский полуостров в 1914 году.

В конце 1860-х годов в Хиджаз была отправлена османская комиссия для реорганизации провинции и проведения административной реформы в следующие десятилетия. Хиджаз был реорганизован в вилайет в 1872 году согласно Закону о вилайетах 1864 года. Вилайет был разделён на санджаки, казы и нахии. Мекка стала столицей вилайета, а Медина и Джидда — центрами одноимённых санджаков. Административная реформа в Хиджазе была проведена, но некоторые изменения, принятые в остальной части империи, не были реализованы здесь.
Города Мекка и Медина были освобождены от уплаты налогов и даже получали субсидии из османской казны, которые распределялись среди бедных слоёв Мекки и Медины. Хиджаз впервые получил субсидии в период правления аббасидского халифа Аль-Муктадира в X веке, что впоследствии стало обычаем для других халифов и султанов. Кроме того, шейхи кочевых племён, которые могли напасть на паломников в Мекку и Медину, также получали финансирование. В отличие от Мекки и Медины субсидии жителей остальных городов и селений Хиджаза были значительно меньше. Вся провинция освобождалась от службы в армии; попытки добиться отмены этого освобождения были заблокированы шарифом Мекки.
Османы содержали в Хиджазе войска в 7000 солдат под командованием офицеров, помимо этого существовала личная гвардия мекканского шарифа в 500 человек. Крупные турецкие гарнизоны были размещены в Мекке и Медине, другие располагались в Джидде, Янбу-эль-Бахре и Эт-Таифе. Все они находились вблизи стратегически важной Хиджазской железной дороги. Помимо этих населённых пунктов все прочие селения и инфраструктура фактически не находилась под османским контролем. Дорога в Янбу-эль-Бахр из Медины, требовавшая усиленной защиты, и железнодорожный маршрут Мекка-Медина регулярно преграждались местными племенами, требовавшими платы за проезд. Разбой и убийства на дорогах были обычным явлениями в Хиджазе .
Османы закончили строительство Хиджазской железной дороги, соединившей Дамаск с Мединой, в 1908 году, но она была сильно повреждена во время Первой мировой Войны и впоследствии закрыта. В 1916 году шариф Хусейн ибн Али объявил себя королем Хиджаза.

## Административное деление
Санджаки вилайета Хиджаз:
1. Санджак Мекка
2. Санджак Медина (стал независимым санджаком летом 1910 года[13])
3. Санджак Джидда